# Stazione di Hamano
La stazione di Hamano (浜野駅?, Hamano-eki) è una stazione ferroviaria situata nel quartiere di Chūō-ku, a Chiba, città della prefettura omonima, in Giappone, ed è servita dalla linea linea Uchibō della JR East.

## Storia
La stazione di Hamano fu aperta il 28 marzo 1912 come stazione sulla linea giapponese Kisarazu delle ferrovie del governo (JGR). Il 24 maggio 1919, il nome della linea cambiò in Linea Hōjō, e il 15 aprile 1929 in Linea Bōsō e il 1 aprile 1933 in Linea Bōsōnishi. Divenne parte delle ferrovie nazionali giapponesi (JNR) dopo la seconda guerra mondiale e la linea fu ribattezzata Uchibō Line dal 15 luglio 1972. La stazione assunse il nome attuale dal 31 marzo 1974. La stazione di Hamano fu assorbita nel JR East rete sulla privatizzazione delle ferrovie nazionali giapponesi (JNR) il 1 ° aprile 1987. Dopo i cambi di orario da dicembre 2007, i treni espressi collegano direttamente alla linea Keiyō e alla linea Sōbu. La lunghezza della piattaforma è stata estesa da novembre 2007 per facilitare l'arresto dei treni ad alta velocità

## Linee
East Japan Railway Company
■ Linea Uchibō

## Struttura
La stazione è dotata di un marciapiede a isola centrale con due binari passanti in superficie. La biglietteria presenziata è aperta dalle 6 alle 21.
| 1 | ■ Linea Uchibō | per Chiba e Tokyo                                     |
| 2 | ■ Linea Uchibō | per Goi, Sodegaura, Kisarazu, Tateyama e Awa-Kamogawa |

## Stazioni adiacenti
| «            | Servizio      | »            |
| Linea Uchibō | Linea Uchibō  | Linea Uchibō |
| ------------ | ------------- | ------------ |
| Soga         | Locale Rapido | Yawatajuku   |